# Dobrowo
Dobrowo [dɔˈbrɔvɔ] (tiếng Đức: Dubberow) là một ngôi làng thuộc khu hành chính của Gmina Tychowo, thuộc quận Białogard, West Pomeranian Voivodeship, ở phía tây bắc Ba Lan. Nó nằm khoảng 12 kilômét (7 mi) phía tây bắc Tychowo, 9 km (6 mi) về phía đông Białogard và 120 km (75 mi) về phía đông bắc của thủ đô khu vực Szczecin.
Trước năm 1945, khu vực này là một phần của Đức. Đối với lịch sử của khu vực, xem Lịch sử của Pomerania.
Ngôi làng có dân số 770.

## Cư dân đáng chú ý
- Ewald von Kleist-Schmenzin (1890-1945), chiến binh kháng chiến